# Karl Bornfors
Karl Axel Bornfors, född 9 april 1901 i Stockholm, död 22 oktober 1984 i Stockholm, var en svensk musiker (violin). 

## Filmografi
- 1945 – En förtjusande fröken – kapellmästaren vid bröllopet
- 1950 – Kvartetten som sprängdes – violaspelaren hos direktör Olsén

## Teater

### Roller
- 1954 – Zigenarprins i Csardasfurstinnan av Emmerich Kálmán, Leo Stein och Béla Jenbach, regi Egon Larsson, Oscarsteatern[1]
- 1962 – En violinist i Tre valser av Oscar Straus, Paul Knepler och Armin Robinson, regi Ivo Cramér, Oscarsteatern[2]